# Алюминат калия
Алюминат калия — неорганическое соединение, смешанный окисел калия и алюминия с формулой KAlO2. Бесцветные кристаллы, растворяется в воде, образует кристаллогидраты.

## Получение
- Растворение оксида алюминия в едком кали:

{\displaystyle {\mathsf {2KOH+Al_{2}O_{3}\ {\xrightarrow {}}\ 2KAlO_{2}+H_{2}O}}}
- Спекание оксида алюминия и карбоната калия:

{\displaystyle {\mathsf {K_{2}CO_{3}+Al_{2}O_{3}\ {\xrightarrow {950^{o}C}}\ 2KAlO_{2}+CO_{2}\uparrow }}}

## Физические свойства
Алюминат калия образует бесцветные кристаллы ромбической сингонии, пространственная группа P bca, параметры ячейки a = 0,54482 нм, b = 1,0916 нм, c = 1,5445 нм, Z = 16. Хорошо растворяется в воде, не растворяется в этаноле.
Образует кристаллогидрат состава K2Al2O4•3H2O.